# Smithers
Smithers és una població dels Estats Units a l'estat de Virgínia de l'Oest. Segons el cens del 2000 tenia 904 habitants.

## Demografia
Segons el cens del 2000, Smithers tenia 904 habitants, 450 habitatges, i 259 famílies. La densitat de població era de 646,4 habitants per km².
Dels 450 habitatges, en un 21,3 % hi vivien infants de menys de 18 anys, en un 34,7 % hi vivien parelles casades, en un 17,3 %, dones solteres, i un 42,4 % no eren unitats familiars. En el 38,2 % dels habitatges hi vivien persones soles, el 16,7 % de les quals corresponia a persones de 65 anys o més que vivien soles. El nombre mitjà de persones vivint en cada habitatge era de 2,01 i el nombre mitjà de persones que vivien en cada família era de 2,63.
Per edats, la població es repartia de la següent manera: un 19,8 % tenia menys de 18 anys, un 12,6 %, entre 18 i 24, un 23,5 %, entre 25 i 44, un 22,6 %, de 45 a 60 i un 21,6 %, 65 anys o més.
L'edat mediana era de 40 anys. Per cada 100 dones de 18 o més anys hi havia 83,1 homes.
La renda mitjana per habitatge era de 20.417 $ i la renda mitjana per família de 27.734 $. Els homes tenien una renda mitjana de 22.353 $, mentre que les dones, de 18.846 $. La renda per capita de la població era de 12.807 $. Entorn del 20 % de les famílies i el 22,8 % de la població estaven per davall del llindar de pobresa.

## Poblacions més properes
El següent diagrama mostra les poblacions més properes.